# James Black (Eishockeyspieler)
James Black (* 3. August 1969 in Regina, Saskatchewan) ist ein ehemaliger kanadischer Eishockeyspieler, der in elf Spielzeiten insgesamt 365 Spiele in der National Hockey League absolvierte. Während seiner Karriere in Nordamerika bestritt er zwischen 1989 und 2002 auch 540 Spiele in der American Hockey League und der International Hockey League. Von 2002 bis zu seinem Karriereende 2005 stand er drei Saisons in Europa unter Vertrag.

## Karriere
Als 18-Jähriger spielte James Black seine erste Saison in der Juniorenliga Western Hockey League für die Portland Winter Hawks. Nachdem er im NHL Entry Draft 1989 in der fünften Runde und an insgesamt 94. Stelle von den Hartford Whalers gezogen wurde, wechselte er direkt in die Organisation dieser NHL-Franchise. Jedoch reichten seine Leistungen nicht aus, um Stammspieler in der NHL-Mannschaft zu werden. Deshalb wurde bis 1996 hauptsächlich in den AHL-Farmteams eingesetzt. Der Linksschütze kam in dieser Zeit aber auch schon auf 78 NHL-Partien für Hartford, die Minnesota North Stars, die Dallas Stars, die Buffalo Sabres und die Chicago Blackhawks.
In Chicago reifte er 1996 zum Stammspieler in der besten Liga der Welt. Bis einschließlich der Saison 2000/01 spielte er nur in fünf Spielen nicht in der NHL, 287 Mal dagegen für Chicago und die Washington Capitals. Erst in der Spielzeit 2001/02 wurde er wieder dauerhaft in der American Hockey League eingesetzt, was ihn nach nur einem Jahr zu einem Wechsel nach Europa veranlasste.
Er heuerte zuerst beim EV Zug in der Nationalliga A an. Dort konnte er in der Saison 2002/03 aber nur 18 Spiele bestreiten und so kam er ein Jahr später nach Deutschland. Er unterzeichnete einen Vertrag bei den Iserlohn Roosters aus der Deutschen Eishockey Liga, wo er in 50 Spielen 44 Scorerpunkte erzielte. Er beendete seine Karriere 2004/05 mit sechzehn Spielen für den HC Bozen in der italienischen Serie A.

## Erfolge und Auszeichnungen
- 1991 Calder-Cup-Gewinn mit den Springfield Indians

## Karrierestatistik
(Legende zur Spielerstatistik: Sp oder GP = absolvierte Spiele; T oder G = erzielte Tore; V oder A = erzielte Assists; Pkt oder Pts = erzielte Scorerpunkte; SM oder PIM = erhaltene Strafminuten; +/− = Plus/Minus-Bilanz; PP = erzielte Überzahltore; SH = erzielte Unterzahltore; GW = erzielte Siegtore; 1 Play-downs/Relegation; Kursiv: Statistik nicht vollständig)